# Російсько-польська війна (1792)

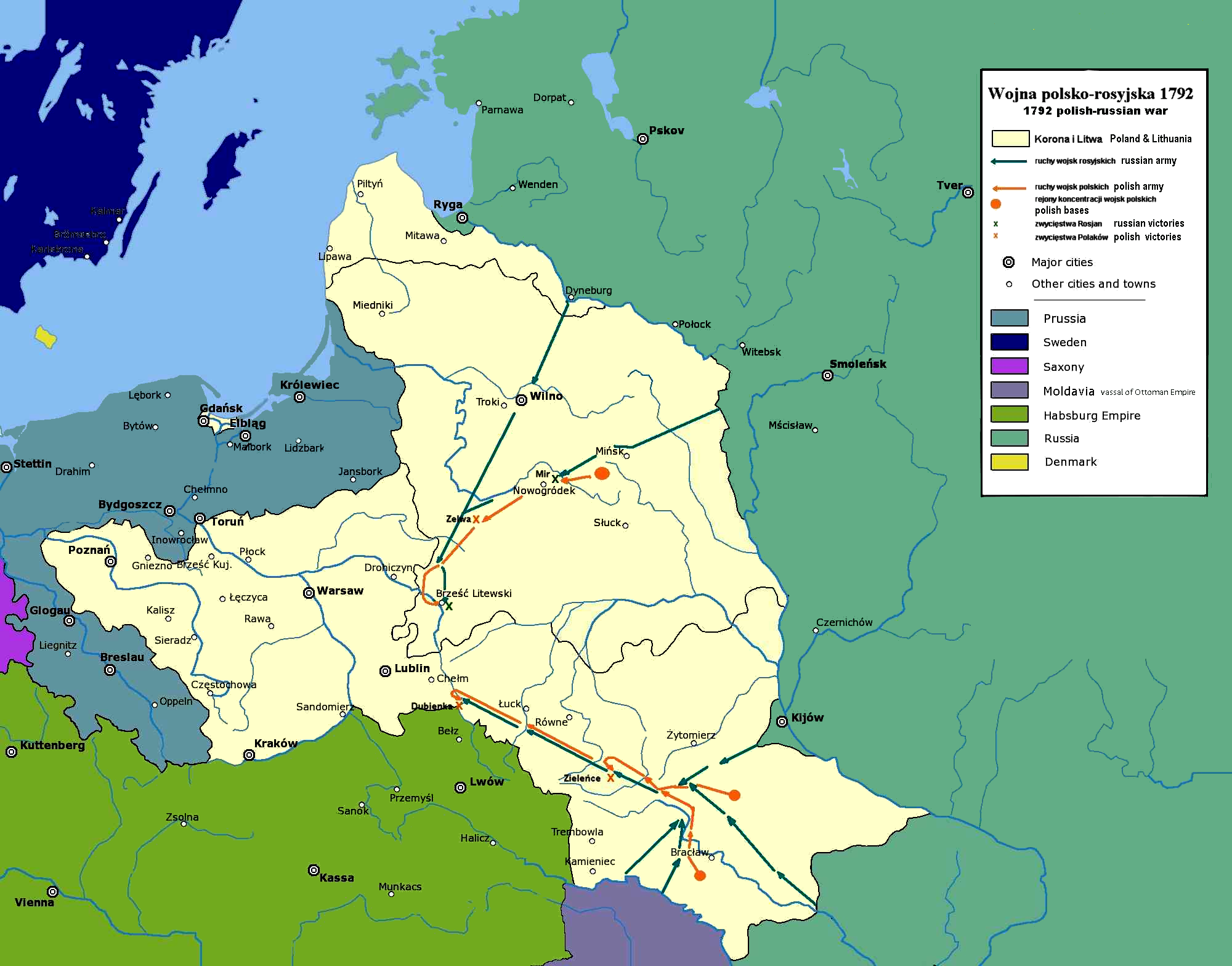
Російсько-польська війна 1792

Так звана «Війна на захист Конституції»  сталася в 1792 між Річчю Посполитою з одного боку, і Торговицькою конфедерацією та Російською імперією, з другого боку.

## Початок війни
Конституція, проголошена на варшавському Вальному сеймі 3 травня 1791 р., викликала велике незадоволення серед польських магнатів бо рішуче зміцнювала центральну владу у країні. Російська імператриця Катерина II заявила, що вона не погодиться «ні за що з цим новим станом речей». Незадоволені магнати з підтримкою та на території Росії оголосили конфедерацію для боротьби з королем Станіславом; при цьому вони заявили, що знаходяться у містечку Торговиця, тобто на території Речі Посполитої. Польський король оголосив їх бунтівниками.

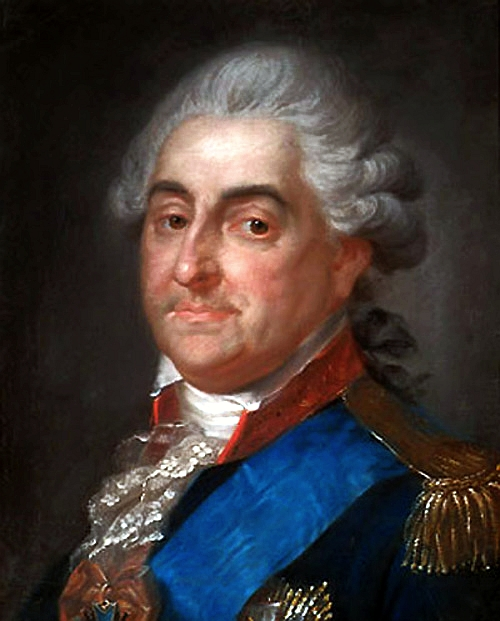
Станіслав Август Понятовський в мундирі генерала коронної армії

Уряди царської Росії, абсолютистської Пруссії та Австрії розпочали між собою боротьбу за сфери впливу в Польщі. Прусська дипломатія все наполегливіше домагалася нового поділу Польщі. Уряд Пруссії неодноразово заявляв, що продовжуватиме війну з Францією лише при умові компенсації своїх витрат за рахунок польських земель. Вже у липні 1791 р. головнокомандуючий російською армією Г. Потьомкін одержав секретний рескрипт Катерини II, який передбачав введення у межі Речі Посполитої військ, що повертатимуться з турецького фронту.
Закінчивши війну з турками, у рескриптах від 25 (14 за старим стилем) березня та 12 (1) квітня 1792 р. генералу М. Каховському, який командував військами, Катерина II наказала в першій половині травня зайняти територію Правобережної України, а генералу Кречетнікову — Литви. 17 (6) травня 1792 року російський посол вручив польському урядові декларацію, в якій різко засуджувалася діяльність сейму, реформи, конституція 3 травня 1791 р. і оголошувалося про введення російських військ у Польщу.
Почалася запекла боротьба прихильників нової конституції (так зв. Патріотів) проти конфедератів та російських військ. 18 травня 1792 року понад 97 000 досвідчених російських військ перейшли кордон Речі Посполитої. Польський король Станіслав Август Понятовський і патріоти могли протиставити російській навалі лише 70 000 чоловік у арміях Литви і Корони, багато з них необстріляні новобранці.

## Армія Речі Посполитої

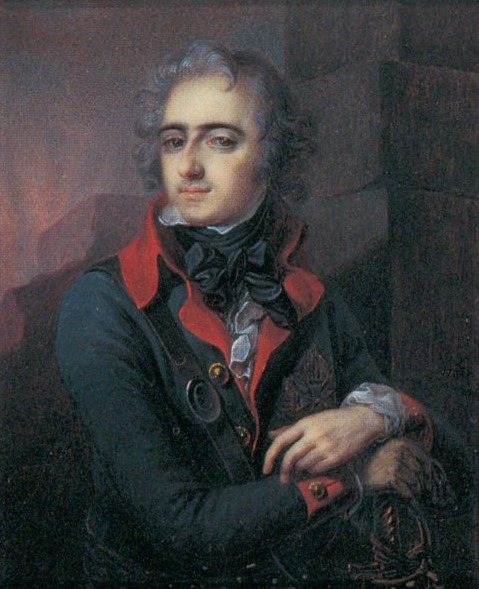
Генерал-лейтенант князь Юзеф Понятовський, командувач корпусу коронної армії

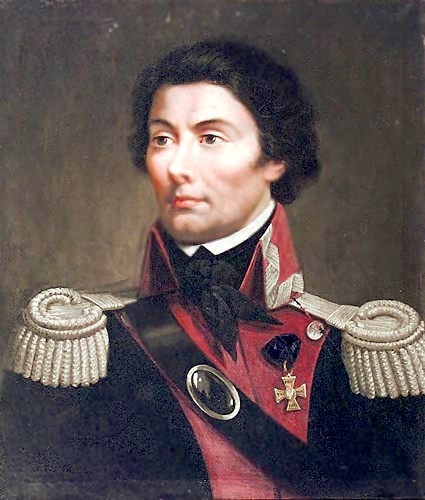
Генерал-лейтенант Тадеуш Костюшко, командир дивізії коронної армії

Армія Речі Посполитої поділялася на дві частини: коронну та литовську. Коронна армія — 53 тисячі, у тому числі 40 тисяч піхоти й 13 тисяч кавалерії, литовська — 13 тисяч, у тому числі 7 тисяч піхоти і 6 тисяч кавалерії. Гармат було близько 200. Військо це не було навчене відповідним чином, полки були неповні, маючи у своєму складі не по два, а по одному батальйону. Не всі 70 тисяч відразу вступили в бій, а лише близько 50 тисяч. Це була сила для того часу значна, але, будучи розкиданою на величезних просторах від Правобережної України до Курляндії, вона не змогла діяти результативно.
Коронна армія під командуванням князя Юзефа Понятовського була розташована на Правобережній Україні, розділена на дві дивізії та резервний корпус. Українська дивізія під командуванням Тадеуша Костюшка складався з 8000 піхоти і 9000 кінноти. У Волинсько-Подільській дивізії під командуванням князя Міхала Любомирського за штатом було 8000 солдатів, але в реальності лише 4,535. Резервний корпус під командуванням генерала Юзефа Зайончка складався з 5 батальйонів піхоти, одного гарматного дивізіону і двох бригад кавалерії (разом 5500 чоловік). Цей корпус саме походив реорганізацію.
Формально під командуванням Понятовського був також генерал-майор Юзеф Орловський, комендант фортеці Кам'янець-Подільський. Під його командуванням було 3374 солдатів (в тому числі два полки піхоти), які не взяли активної участі у війні і здалися росіянам за розпорядженням польського короля Станіслава Понятовського.
Литовська армія під командуванням герцога Людвіка Вюртемберзького мала 15000 солдатів. Солдати цієї армії були розкидані по гарнізонах міст.
Польські війська були не готові до війни. Більшість з них були солдатами магнатських надвірних військ. Тільки формування, які перебували під командуванням Костюшка і Понятовського, принаймні частково, були підготовлені до війни.

## Російський план кампанії
Російська армія була поділена на дві частини: білоруську армію — 32 тисячі під командуванням Михайла Кречетнікова, і 64-тисячну (54 піхотних батальйонів, 109 кавалерійських ескадронів и 13 козачих полків) Молдавську російську армію ветеранів недавньої війни з Османською Імперією під командуванням Михайла Каховського. Перша увійшла в Литву, а друга на Поділля і Волинь.
План дій склав генерал-квартирмейстер Яків Пістор. За цим планом молдавська армія була поділена на чотири корпуси: 17,000 піхоти і 6,600 кавалерії під командуванням генерал-поручика Михайла Кутузова, 13,000 піхоти і 4,300 кавалерії під командуванням генерал-поручика Дуніна, 6,600 вояків під командуванням генерал-поручика Дерфельдена, і 8,300 піхоти і 3,500 кавалерії під командуванням генерал-поручика Леванідова.
Діяти вони повинні були одночасно і, вступивши в глиб коронної території, оточити польську армію і змусити її скласти зброю. Це було можливо, оскільки польська армія була поділена на чотири корпуси, які стояли в околицях Тиврова, Немирова, Брацлава та Тульчина. Інструкція Пістора для Каховського свідчила, що якщо б поляки, в виду слабкості, заздалегідь почали відступати, то молдавська армія з'єдналася б з білоруською, відрізаючи Брацлавське і Київське воєводства. Після того дві російські армії, діючи разом, мали йти на Варшаву, щоб її захопити і розігнати сейм.
Головні сили Молдавської армії, в складі корпусів Кутузова и Дуніна, мали вторгнутися в Польщу з боку Дністра та охопити коронне військо з правого фланга, тоді як Дерфельден мав ударити через Ольвіополь в лівий фланг коронної армії, а Леванідов діяти проти її тилу.

## Хід війни

### Литовський напрямок

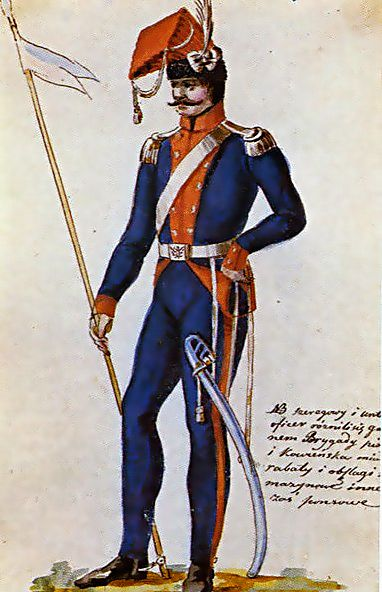
Кавалерист 1 бригади кавалерії Великого Князівства Литовського в мундирі зразка 1792 року

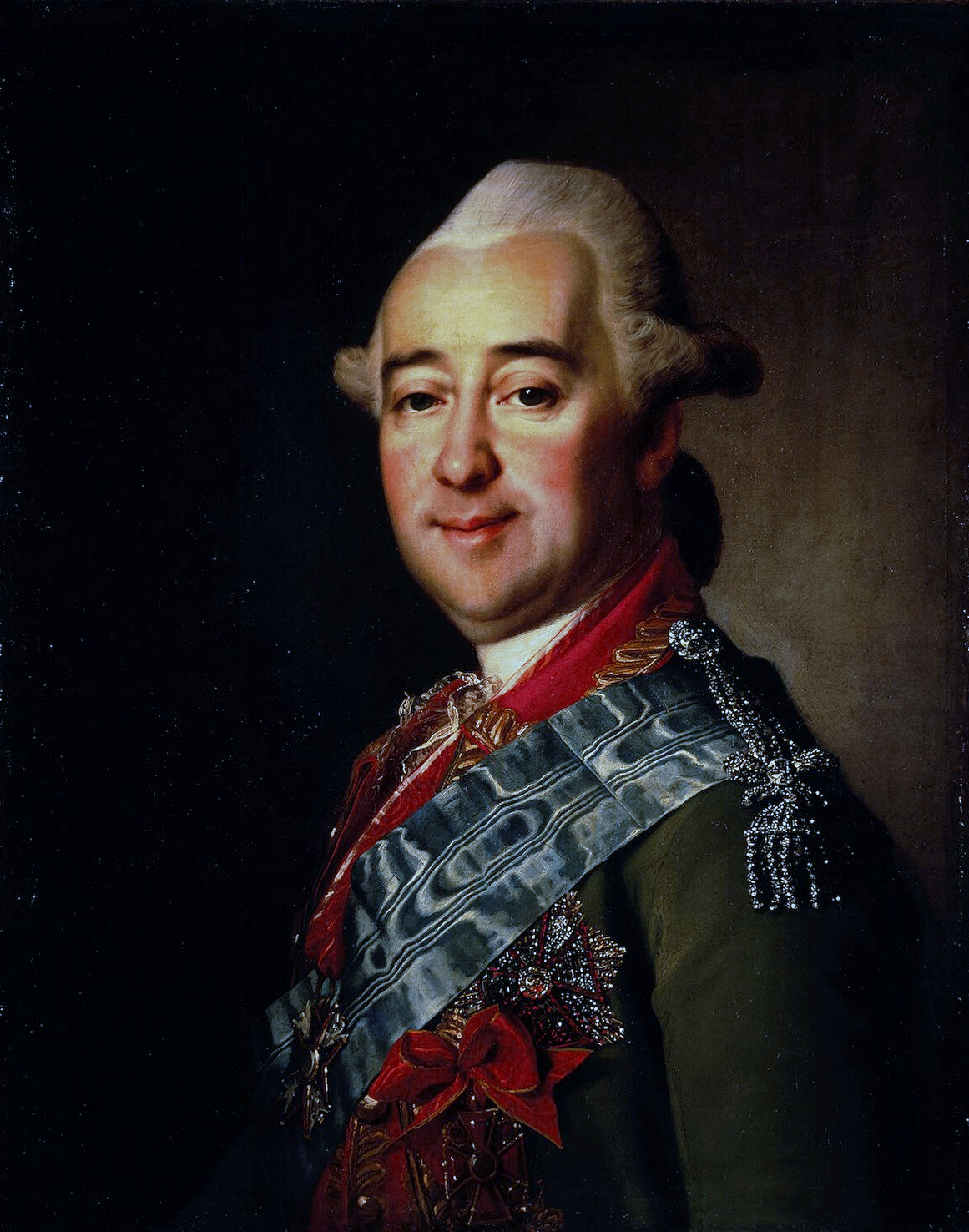
Генерал-аншеф російської армії Михайло Кречетников

Союзник Речі Посполитої король Пруссії Фрідріх-Вільгельм II прийняв бік Росії, розірвав свій союз із Польщею, а прусський командувач армією Великого князівства Литовського герцог Людвік Вюртемберзький покинув свій пост.
Війська Кречетникова, що діяли проти литовської армії, просувалися чотирма колонами, під начальством генералів Ферзена, графа Мелліна, князя Долгорукова і польського генерала Коссаковського. 22 (11) травня росіяни перейшли кордон; 11 червня (31 травня) росіяни зайняли Вільно; в той же день генерал Меллін розбив під Миром литовську армію під проводом генерала Юзефа Юдицького; 17 (6) червня після недовгої оборони здався Несвіж. 25 (14) червня Кречетников урочисто відкрив у Вільні генеральну конфедерацію Великого Князівства Литовского; 6 липня (25 червня) російські війська зайняли Гродно.
Хоча Юзеф Юдицький і був знятий з посади командувача литовською армією, 4 липня литовці під командуванням вже Міхала Забєлло були знову розбиті під Зельвою (зараз у Гродненській області Білорусі) військами генерала Мелліна. Дальший відступ литовської армії у напрямку Варшави привів до затятої оборони Бреста та до битв за переправи через Буг під Гранним і Кременем.

### Український напрямок

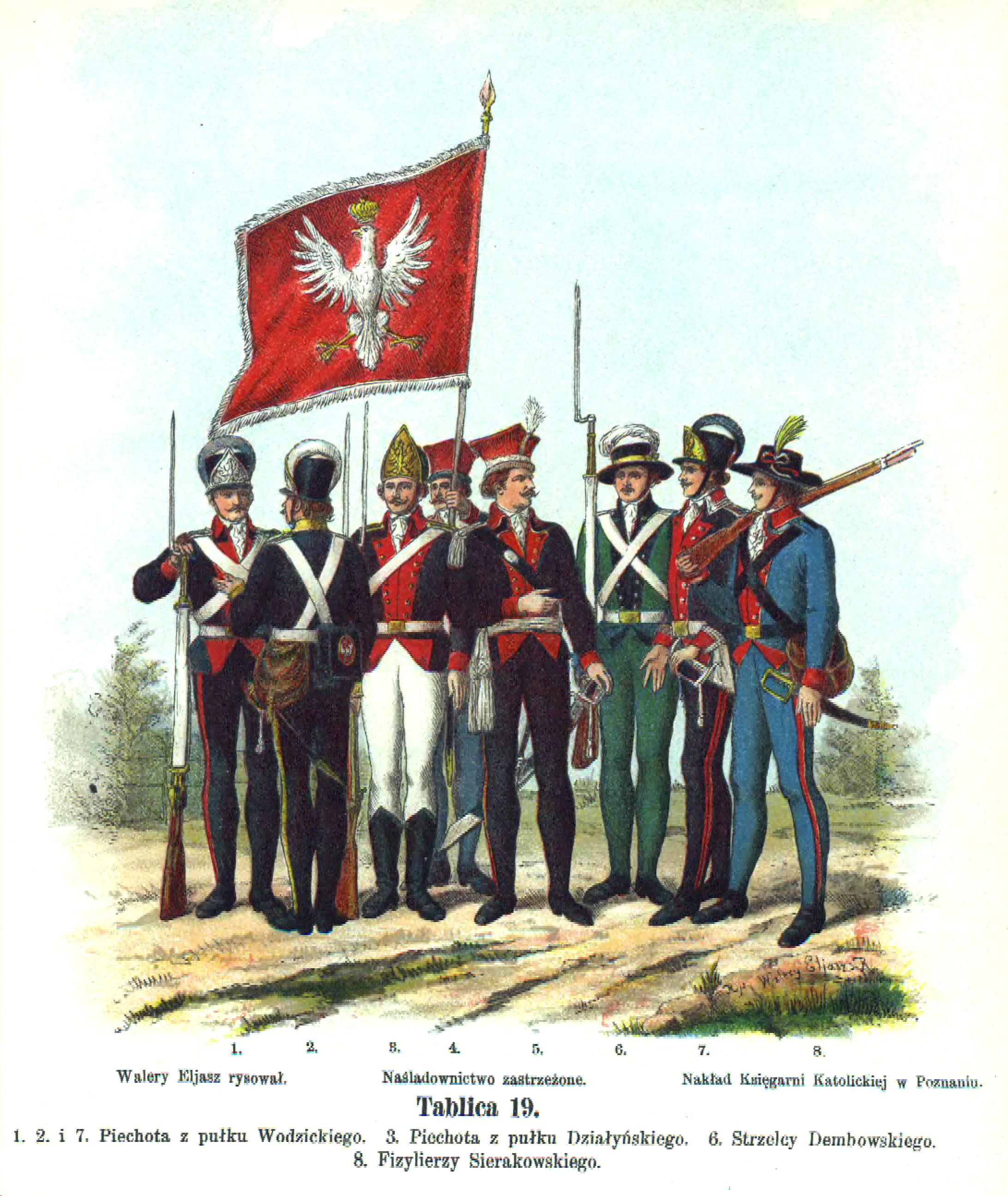
Піхота коронної армії, 1794

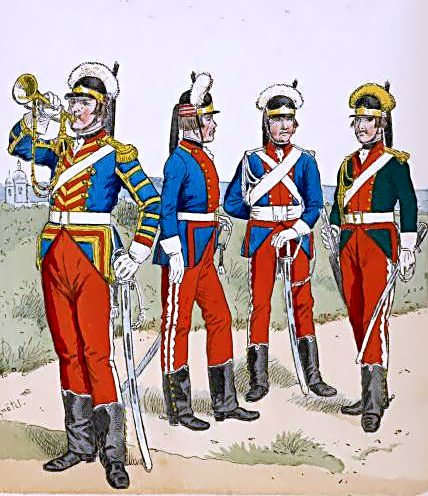
Російські кавалеристи у мундирах періоду 1786–1796

#### Вторгнення російської армії
На Правобережній Україні в ніч з 18 (7) на 19 (8) травня 1792 р. 64-тисячне царське військо вступило на територію Речі Посполитої з півдня — в районі міст Могилева на Поділлі та Сороків, тоді як польська сторона чекала на російський удар з боку Києва. Після переходу через Дністер біля Могилева командуючий російським корпусом генерал Кутузов направив у розвідку козаків, що зіткнулися під Сербами із польською кіннотою, але не мали успіху у сутичці.
Корпус Дуніна перейшов Дністер біля Косниці, і роблячи великі переходи, через Томашпіль и Шпиків рушив до Рогозни на річці Буг, а корпус Кутузова, при якому був і сам командуючий молдавською армією Каховський, через Шаргород і Брацлав рушив до Вінниці, проти крайнього правого фланга коронної армії.
Корпус Дерфельдена перейшов кордон між Ольвіополем і Богополем, наносячи демонстраційний удар, щоб прикувати до себе коронну армію. Обходячи супротивника, він рушив на Умань. Корпус Дерфельдена супроводжували польські магнати-вороги нової польської конституції.
19 травня вони проголосили конфедерацію в містечку Торговиця. Конфедерати почали створювати свої загони, але без успіху: правобережна шляхта не хотіла приєднуватися до будь-якої зі сторін у конфлікті. Тільки 200 шляхтичів Щенсного Потоцького прибули до російської ставки у Тульчині. Зрештою, Щенсний Потоцький закликав росіян до допомоги у створенні загонів конфедерації. При російській армії були організовані формування, що отримали назву полків, бригад та підрозділів, але восени майже не мали вояків і не мали жодної військової цінності. Російські «союзники» конфедератів так і не використали їх на полі бою. Замість цього конфедерати зайнялися грабунком маєтків прибічників конституції.
22 травня 1792 року, захопивши польську прикордонну заставу під Васильковом, польський кордон перейшов корпус Леванідова.

#### Відхід коронної армії

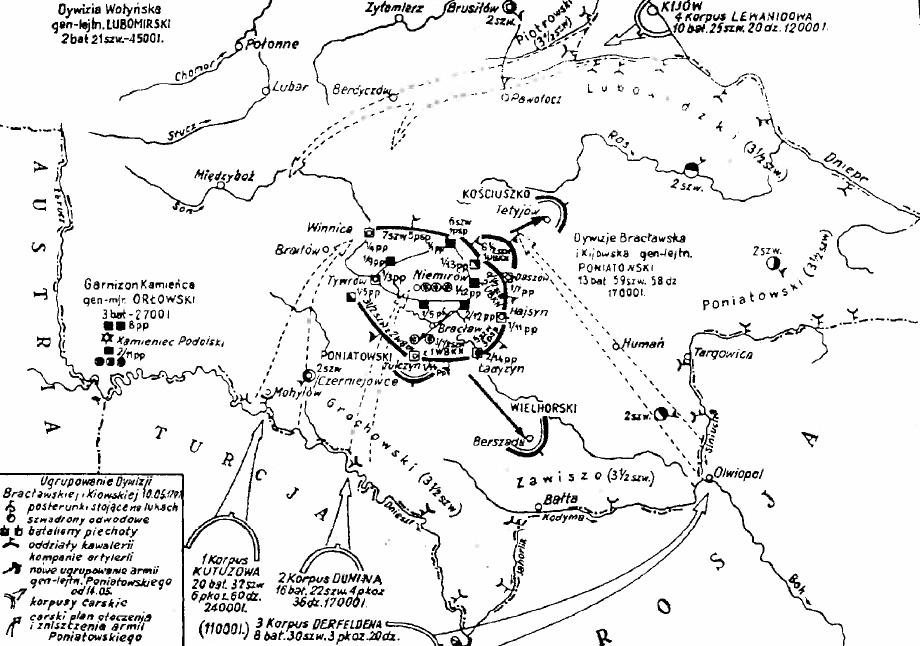
Російсько-польська війна 1792, початкове розташування військ на Правобережній Україні

Війна перетворилася на постійний відступ коронної армії, час від часу перериваний боями з наздоганяючими її російськими дивізіями.
Після отримання інформації про перехід кордону російськими військами князь Юзеф Понятовський наказав своїй армії відступати на Вінницю. В цей час біля Літина з'єдналися корпуси Кутузова і Дуніна. Каховський вислав до Леванідова (на Чуднів) 2 полки козаків «для забезпечення комунікації», а сам із головними силами рушив проти правого фланга коронної армії до Хмільника, тоді як Дерфельден направився на Погребище, загрожуючи лівому флангу поляків.
Під час відходу коронна армія мала сутички із козаками та калмицькою кіннотою, яким допомагало місцеве українське населення. У цій ситуації, князь Юзеф Понятовський вирішив зняти з Волині і приєднати до своїх сил дивізію Міхала Любомирського. До князя Юзефа приєдналися дивізії під командуванням генералів Костюшка і Вєлгорського. Після об'єднання сил всіх сил, що сталося 11 червня (31 травня) 1792 року, польські командири організували нараду. Костюшко запропонував атакувати всіма силами російські колони, щоб розбити їх поодинці. Оскільки польські війська були слабкішими, ніж російські війська, і не мали бойового досвіду, Понятовський вирішив відступати до Любара. При цьому він побоювався, що частина його солдатів може перейти на російський бік.

Битва під Зеленцями

12 червня 1792 року коронне військо відступило під Любар і стало коло нього табором, очікуючи на підкріплення.
Вінниця була зайнята росіянами. Після тижня перебування у місті росіяни вирішили оточити польське військо коло Любара. У межах Київського, Брацлавського та Подільського воєводств залишився один корпус Дерфельдена (у Погребищі) для прикриття тилу і забезпечення комунікацій російської армії, а також для підтримки Торговицької конфедерації, а інші російські війська 30 травня з-під Вінниці, Бердичева та Немирова продовжили просування на захід. Вони розділили свої сили на дві колони, що пішли через Хмільник і Чуднів.
Кутузов, відокремившись від головних сил, поєднався з Леванідовим, що йшов через Чуднів на Миропіль, для дій проти тилу коронної армії, а Каховський з іншими військами рушив 12 (1) і 13 (2) червня від Хмільника через Стару Синяву та Остропіль, щоб форсувати там річку Случ і атакувати поляків. У той же час генералу Моркову з 4 батальйонами та 12 ескадронами було наказано «разными движениями показывать себя противу главного их стану, под командою князя Понятовского находящегося при местечке Любаре, дабы тем сокрыть марш к Острополю».
Бригада кавалерії народової Станіслава Мокроновського була спрямована Понятовським на південь, щоб спостерігати за силами супротивника і понесла втрати у сутичках із козаками біля Синяви й Острополя.
Форсувавши Случ біля Острополя, Каховський рушив 14 (3) червня на Вишнепіль з метою атакувати коронну армію під Любаром, причому Леванідов повинен був заступити їм шлях відходу на Полонне. 15 (4) червня Леванідов наблизився з півночі до Мирополя, тоді як друга російська колона загрожувала Понятовському з півдня від Острополя. Польські війська опинилися під загрозою відрізання від бази постачання у Полонному, яке не був підготовлене до оборони.
Одначе Понятовський вислав дивізію Костюшка з 5000 солдатів і артилерією до Чорториї для демонстрації та загрози комунікаціям Леванідова, а сам швидко повів свої війська трьома колонами через Чорторию, Борушківці і Деревичі на Полонне, щоб зайняти його до підходу росіян. Леванідов, дізнавшись про маневр Костюшка, злякався одночасної атаки з фронту Понятовським і з тилу Костюшком, а тому залишився у Мирополі. Завдяки цьому Понятовський з частиною армії прибув безперешкодно до Полонного, але інші колони не змогли зовсім відірватися від росіян.

#### Бої під Борушківцями і Зеленцями
15 (4) червня в 3 години ночі, Каховський направив свої війська двома колонами в обхід правого флангу коронної армії. Під час маршу з'ясувалося, що супротивник прямує вздовж ріки Случ до Чорториї, виділивши до 4000 піхоти для прикриття маршу і зайняття переправ на шляху до Полонного, і 10 ескадронів для прикриття міста Любар і складів із запасами у таборі під Любаром (згодом при наближенні козаків польська кавалерія запалила ці склади та приєдналася до основних сил). Тоді Каховський направив обидві свої колони до сіл Діжівщини і Диньківців, де були нашвидку влаштовані два мости через річку Бездонну Криницю і виправлена гребля. Поляки відступили під загрозою оточення, начебто втративши 227 чоловік за російськими даними. Того ж дня, 15 червня 1792 року росіяни одержали перемогу під Борушківцями над польською дивізією Вєлгорського та захопили весь обоз коронної армії.

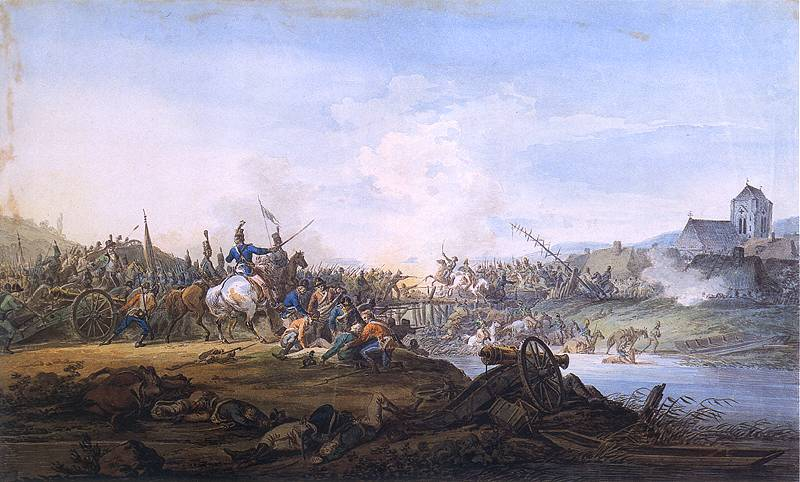
Картина Олександра Орловського «Битва під Зеленцями»

Поляки зміцнили Полонне (де знаходилися значні запаси військових припасів) і позицію поблизу нього і розраховували затримати тут наступ Каховського, але внаслідок падіння духу в польських військах після недавніх поразок, безладно відступу та недостатньої сили ще незавершених укріплень Полонного Понятовський відмовився від того, щоб дати битву, відправив частину запасів до Заслава, інші запаси запалив і 17 (6) червня на світанку рушив на Заслав під прикриттям ар'єргарда (дивізії Костюшка); потім він наказав частині військ Любомирського розташуватися в Зеленцях, а сам став у Шепетівці. Того ж дня Полонне зайняв Каховський.
Наступного для, 18 червня 1792 року, коронна армія на чолі з князем Юзефом Понятовським здобула перемогу під Зеленцями над дивізією генерала Моркова, але продовжила відступ на Заслав.

#### Відступ коронної армії до Західного Бугу
Битва під Зеленцями стала першою перемогою Війська Польського за багато років, і на честь цієї події король Станіслав Понятовський заснував найвищу військову нагороду Польщі, орден Віртуті Мілітарі. Але ця перемога не зупинила похід росіян на Варшаву, і польське військо продовжило відступ. Спроби зупинити росіян, спершись на фортецю в Острозі були облишені через загрозу оточення. Був ще один шанс дати бій під Дубно, але через брак припасів було вирішено відступати далі на захід до лінії Бугу.

#### Оборона лінії Бугу
До кінця червня 1792 р. російські війська вступили в Полонне, Острог, Заслав, Дубно, Володимир-Волинський та інші міста, зайнявши значну частину Волині. Коронні війська відійшли за Буг, і воєнні дії на Правобережній Україні припинились. На лінії Бугу Тадеуш Костюшко вчинив затятий опір переважаючим силам росіян під Дубенкою, але був змушений відійти, разом з іншими польськими силами.
Слідом за військами переміщувалася шляхетська конфедерація. Протягом червня в усіх великих містах Правобережжя відкрито її відділення. Проте якоїсь реальної сили Торговицька конфедерація не мала, а її діяльність контролювала царська адміністрація.

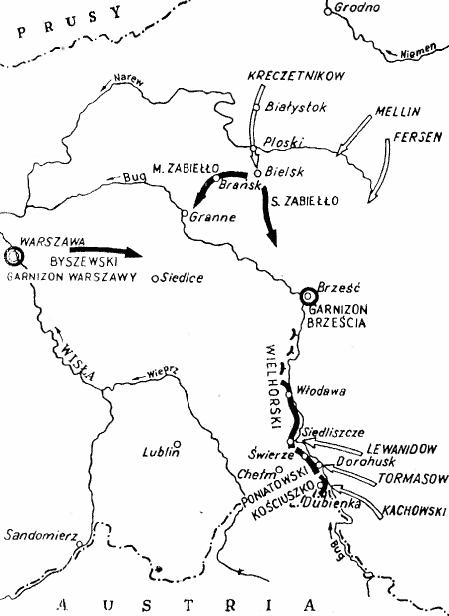
Польська оборона лінії Бугу від російських військ

## Кінець війни та другий розподіл Речі Посполитої
Попри те, що польське військо могло успішно опиратися агресорам, польський король Станіслав Август втратив бажання боротися і перейшов на бік Торговицької конфедерації. Станіслав Август змушений був підкоритися вимогам конфедератів та укласти з росіянами перемир'я. У Гродно був скликаний сейм, на якому проголошено відновлення колишньої конституції; Варшава і декілька інших міст були зайняті російськими гарнізонами. Польську армію переформували за російським взірцем, багато її частин розпустили.

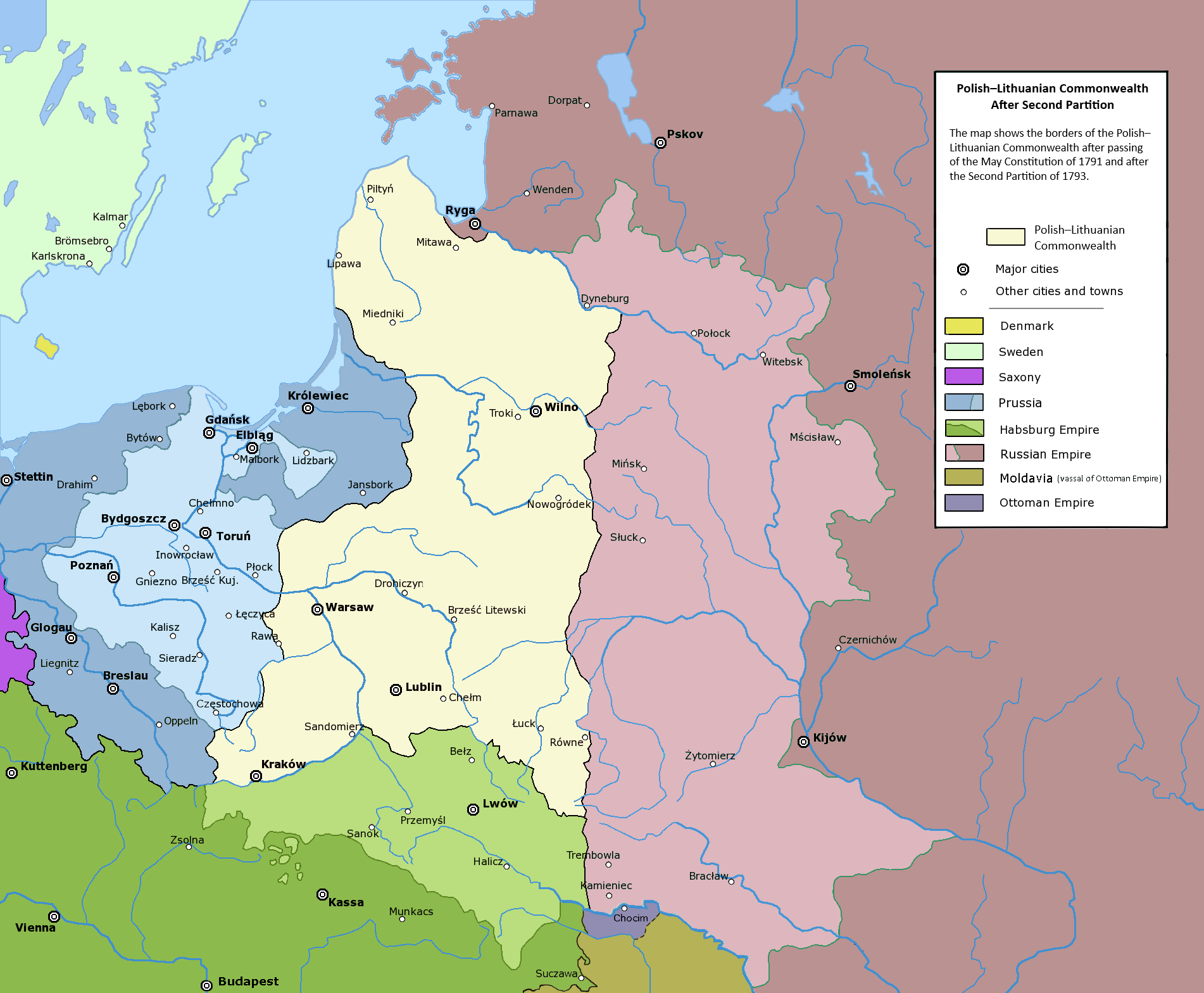
Річ Посполита після другого поділу

Це прискорило другий розподіл Польщі (21 січня 1793 р.), після якого територія та населення Речі Посполитої скоротилося до третини того, що Річ Посполита мала перед першим розподілом 1772 року. Крім того, її незалежність була сильно обмежена.
На початку січня 1793 р. генерал М. Кречетников, призначений командуючим військами на Правобережжі, прибув до Полонного, в штаб російської армії, і розпочав підготовку до опублікування царського маніфесту про включення Правобережжя до складу Росії. З відповідними інструкціями у воєводства виїхали його представники. Польським військам, які присягали на вірність царському урядові, пропонувалося перейти на службу, іншим — протягом місяця залишити межі Правобережної України.
У царському маніфесті від 27 березня 1793 р. засуджувалися здійснювані реформи і прийнята конституція, сейм називався «розбещеним зборищем бунтівників французьких». Маніфест оголошував про включення до складу Російської держави Правобережної України та частини Західної Білорусі: ввійшло 4533 квадратних миль території і 410 міст і містечок.
У результаті цієї війни Правобережна Україна за винятком західної Волині увійшла до складу Російської імперії.

## Нотатки
1. ↑  пол. Wojna w obronie Konstytucji 3 maja